# Dala 7

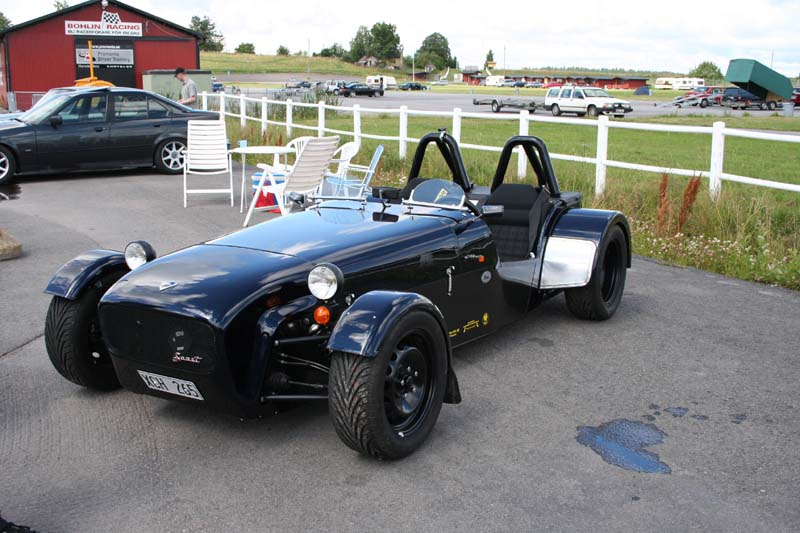
Dala 7

Dala 7 ist ein schwedischer Hersteller von Automobilen.

## Unternehmensgeschichte
Das Unternehmen aus Storå begann 2004 mit der Produktion von Automobilen.

## Fahrzeuge
Bei den Fahrzeugen handelt es sich um Kit Cars. Sie sind Nachbauten des Lotus Seven. Das Fahrgestell basiert auf einem Entwurf von Esther Chassieteknik, allerdings ist es länger und breiter. Für den Antrieb können Motoren von Alfa Romeo, BMW, Ford, Mazda, Opel, Rover, Saab und Volvo verwendet werden.